# Лапоминка (бриг, 1825)
«Лапоминка» — бриг Беломорской флотилии России, участник Беломорских экспедиций М. Ф. Рейнеке.

## Описание судна
Длина брига составляла от 24,38 метра, ширина — 7,62 метра, а осадка — 2,84 метра. Вооружение судна состояло из 16 орудий.

## История службы
Бриг «Лапоминка» был заложен на Соломбальской верфи 5 июля 1824 года и после спуска на воду 7 августа 1825 года вошёл в состав Беломорской флотилии России. Строительство вёл корабельный мастер А. М. Курочкин.
С 1826 по 1833 год на бриге выполнялась опись берегов Белого моря, при этом с 1827 по 1832 год судно под командованием М. Ф. Рейнеке возглавляло Беломорские экспедиции. В 1834 и 1835 годах, а также с 1838 по 1844 год бриг нёс брандвахтенную службу пост у острова Мудьюг.
С 1848 года использовался в качестве портового судна, после чего был разобран в Архангельске.

## Командиры брига
Командирами брига «Лапоминка» в разное время служили:
- П. П. Шапирев (1826 год).
- М. Ф. Рейнеке (1827–1832 годы).
- Н. Ф. Корсаков (1833 год).
- Л. М. Вальховский (1834 год).
- Н. Р. Шель (1835 год и с 1838 по 1842 год).
- Бровин (1843 год).
- М. Г. Левин (1844 год).